# Neurohemija
Neurohemija se bavi izučavanjem neurohemikalija, uključujući neurotransmitere i druge molekule (poput lekova) koji utiču na funkcionisanje neurona. Ovo naučno polje detaljno istražuje načine na koji neurohemikalije utiču na rad neuronskih mreža. Ova oblast neuronauke uspostavlja mikro-makro vezu između analize aktivnih organskih jedinjenja u nervnom sistemu i neuronskih procesa, kao što su moždana plastičnost, neurogeneza i neuronska diferencijacija.
Smatra se da je neurohemija uspostavljena kao disciplina 1954. godine. Tokom ranog perioda svog postanja, neurohemija se bavila prirodom relativno malog broja neurotransmitera, kao što su acetilholin, histamin, supstanca P, i serotonin. Do ranih sedamdesetih ova oblast se ustalila i proširila na izučavanje mnoštva drugih neurohemikalija, kao što su norepinefrin, dopamin i glutamin.

## Spoljašnje veze
- [http://www.ncbi.nlm.nih.gov:80/books/bv.fcgi?call=bv.View..ShowTOC&rid=bnchm.TOC